# Serica qinlingshanica
Serica qinlingshanica är en skalbaggsart som beskrevs av Ahrens 2005. Serica qinlingshanica ingår i släktet Serica och familjen Melolonthidae. Inga underarter finns listade i Catalogue of Life.